# Temelucha nigrita
Temelucha nigrita là một loài tò vò trong họ Ichneumonidae.